# Видиковац Кестен
Видиковац Кестен се налази изнад Раковца, на Фрушкој гори, у непосредној близини манастира Раковац.
С видиковца Кестен пружа се величанствен поглед на Нови Сад и јужне делове Фрушке горе. Крене ли се пешке из Раковца или из Старих Лединаца ка Кестену, предстоји узбудљива шетња и обилазак интересантних локација попут Раковачке испоснице и извора Невен.